# وتدية متغيرة
وتدية متغيرة (الاسم العلمي: Corynebacterium variabile) هي نوع من البكتيريا تتبع جنس الوتدية من فصيلة الوتديات.